# Bábádzsi Nágarádzs
Bábádzsi Nágarádzs (gudzsaráti: મહાવાતર બાબાજી, nyugati közismert nevén: Mahavatar Babaji Maharaj) mitológiai indiai szent és jógi. A történetek alapján fő feladata az emberiség és az indiai szentek megsegítése. Úgy tartják, hogy nem halt meg, hanem egy más jellegű testbe került és a spirituális keresők írásban számolnak be fizikai megjelenéséről. A közlések szerint Babadzsi számtalan olyan nagy mestert és tanítót inspirált és teszi azt még ma is, akik az emberiségért munkálkodnak.  
Egyéb ismert nevei: Mahávatár Bábádzsi, Srí Bábádzsi Mahárádzs, Mahávatár Nágarádzs Babadzsi, Krija Babadzsi Nágarádzs, Trambak Bábá, Síva Bábá.
A neveiben levő srí egy megtisztelő cím, mint például az "úr", a mahárádzs (mahá+rádzs) jelentése: nagy úr, a mahávatár jelentése: nagy avatár. Édesapja egy dél-indiai falu főtemplomának papja volt, és ő adta fiának a kundaliní sakti őserő uralására utaló Nágarádzs nevet.
Ő volt Kabír, a misztikus szent beavatója, valamint a nagy 19. századi guru, Lahiri Mahászaja mestere és egyben a krija-jóga elindítója. 
Egyes hagyományok szerint ő avatta be Sankarát a jóga művészetébe.
A hagyomány alapján még kisgyermekként elrabolták és eladták rabszolgának. Miután gazdája visszaadta a fiú szabadságát, a gyermek vándorló remeték (a világi élvezetről lemondó szannjászik) csoportjához csatlakozott, és az indiai szent írásokat tanulmányozta. Már fiatalon nagy tanító hírében állt, és óriási népszerűségre tett szert. Tanulni akart, ezért először Srí Lanka Katarágama nevű városába utazott egy sziddha-mesterhez. Itt világosodott meg előtte a Sziddhántam titkos tana, amely a 18 sziddha-mester tanításaiból állt. Ezt követően egy Ágasztjar nevű tanítótól tanult, aki látva, hogy az ifjú akár meg is hal, de nem megy el addig, amíg beavatást nem kap, beavatta őt a krija kundaliní pránajáma titkos gyakorlataiba. Utána a szent zarándokhelyre, Badrináthba ment, ahol 16 éves korában elérte a megvilágosodást.
A Babadzsiról szóló tudósításokból kitűnik, hogy minden úgynevezett sziddhivel (misztikus képességgel) rendelkezett, ezért „a legnagyobb sziddhá”-nak is szokták nevezni. Mindezek ellenére a legjellemzőbb tulajdonsága a lényéből áradó alázat. A történetek alapján testét teljes mértékben áthatotta szellemének isteni ereje, aminek következtében teljesen szabadon tudott megjelenni és eltűnni, amikor és ahol csak akart. Nemes, megtisztult bensője fényességet, Krisztushoz hasonlatos lénye ragyogó nyugalmat árasztott. Egyes indiai spirituális tanítók Krisztus azon kiemelkedő tanítványai közé sorolják, akik a Krisztusból áradó erő reprezentánsai. 